# Olympiakos SFP
Olympiakos SFP (puno ime Olympiakos Syndesmos Filathlon Peiraios) grčki je nogometni klub iz grada Pireja.
Olympiakos je, s osvojenih 48 nacionalnih prvenstava, 29 grčkih kupova i 4 Superkupa, najuspješniji grčki klub. Najveći im je rival Panathinaikos.

## Povijest

### Rane godine
Olympiacos je osnovan 10. ožujka 1925. godine u luci Pirej, kada su pripadnici "Piraikos Podosfairikos Omilos FC" (Sportski i nogometni klub grada Pireja) i "Piraeus Fans Club FC" odlučili, tijekom povijesnog okupljanja, rastvoriti dva kluba u cilju uspostave novog jedinstvenog kluba, s amblemom i prikazom profila olimpijskog pobjednika. Notis Kamperos objavila je ime 'Olympiacos', a onda je Michalis Manouskos dovršio puno ime kluba, 'Olympiacos Syndesmos Filathlon Pireos'. Braća Andrianopoulos, međutim, bili su oni koji su značajno podigli ugled kluba i dodali slavu na njega. Članovi u dobrostojećoj obitelji, koji su učinili da ime Olympiacos bude poznat preko Grčke. Yiannis, Dinos, Giorgos i Vassilis bili su prvi koji će igrati. Najmlađi od petero djece, Leonidas Andrianopoulos je svoj nastup odigrao kasnije i igrao za Olympiacos dugo vremena (1927. – 1935.). Klupska napadačka linija, koja se sastojala od pet braće, ubrzo je postala legendarna. Olympiacos je odmah privukao pažnju mještana, tada se njihova baza navijača sastojala uglavnom od radničke klase, s tim i da su ispunili Neo Phaliron Velodrome, kasnije i sadašnji Karaiskakis stadion, postaju Pireju 'prvaci za sezonama 1925, 1926, 1927.'

## Trofeji
- Ukupno trofeja: 83

- - Grčka Superliga: 48
    - 1931., 1933., 1934., 1936., 1937., 1938., 1947., 1948., 1951., 1954., 1955., 1956., 1957., 1958., 1959., 1966., 1967., 1973., 1974., 1975., 1980., 1981., 1982., 1983., 1987., 1997., 1998., 1999., 2000., 2001., 2002., 2003., 2005., 2006., 2007., 2008., 2009., 2011., 2012., 2013., 2014., 2015., 2016., 2017., 2020., 2021., 2022., 2025.

  - Grčki kup: 29
    - 1947., 1951., 1952., 1953., 1954., 1957., 1958., 1959., 1960., 1961., 1963., 1965., 1968., 1971., 1973., 1975., 1981., 1990., 1992., 1999., 2005., 2006., 2008., 2009., 2012., 2013., 2015., 2020., 2025.

  - Grčki Superkup: 4[2]
    - 1980., 1987., 1992., 2007.

  - UEFA Europska konferencijska liga: 1
    - 2023./24.

  - Balkanski kup: 1
    - 1963.

## Poznati bivši igrači
Grčka
- Alexandros Alexandris
- Nikos Anastopoulos
- Dinos Andrianopoulos
- Giorgos Andrianopoulos
- Vassilis Andrianopoulos
- Yiannis Andrianopoulos
- Nikos Vamvakoulas
- Thanasis Bebis
- Vassilis Botinos
- Georgios Delikaris
- Mike Galakos
- Stelios Giannakopoulos
- Georgios Anatolakis
- Grigoris Georgatos
- Nikos Gioutsos
- Achilleas Grammatikopoulos
- Dimitrios Eleftheropoulos
- Theofanis Katergiannakis
- Nikos Dabizas
- Christos Kaltsas
- Nikos Kambolis
- Vassilis Karapialis
- Kyriakos Karataidis
- Babis Kotridis
- Ioannis Kyrastas
- Antonis Antoniadis
- Tasos Mitropoulos
- Konstantinos Mitroglou
- Andreas Mouratis
- Antonios Nikopolidis
- Takis Lemonis
- Christos Patsazoglou
- Ilias Rossidis
- Nikos Sarganis
- Georgios Sideris
- Vasilis Torosidis
- Giotis Tsalouchidis
- Nikos Tsiantakis
- Giannis Vazos
- Stylianos Venetidis
- Ilias Yfantis

Albanija
- Foto Strakosha

Alžir
- Rafik Djebbour

Argentina
- Juan Gilberto Funes
- Gabriel Schurrer
- Alejandro Domínguez
- Fernando Belluschi
- Luciano Galletti
- Javier Saviola

Bosna i Hercegovina
- Refik Šabanadžović
- Mirza Varešanović

Brazil
- Rivaldo
- Giovanni Silva de Oliveira
- Zé Elias
- Luciano de Souza
- Edu Dracena

Bugarska
- Emil Kremenliev

Cipar
- Ioannis Okkas
- Siniša Gogić

Crna Gora
- Božidar Bandović
- Petar Grbić

Čile
- Fabian Estay

Danska
- Bent Christensen

Engleska
- Matt Derbyshire
- Colin Kazim-Richards
(Kâzım Kâzım)

Francuska
- Yves Triantafyllos
- Romain Argyroudis
- Christian Karembeu
- Didier Domi

Gana
- Peter Ofori-Quaye

Hrvatska
- Tomislav Butina

Kolumbija
- Jorge Bermúdez

Liberija
- Zizi Roberts

Mađarska
- Lajos Détári

Meksiko
- Nery Castillo

Nigerija
- Rashidi Yekini

Obala Bjelokosti
- Yaya Touré

Poljska
- Andrzej Juskowiak
- Michał Żewłakow

Portugal
- Paulo Machado

Rusija
- Jurij Savičev

Sjeverna Irska
- Derek Spence
- Roy Carroll

Slovenija
- Zlatko Zahovič

Srbija
- Miloš Šestić
- Martin Novoselac
- Ilija Ivić
- Darko Kovačević
- Predrag Đorđević
- Ljubomir Fejsa
- Miloš Marić
- Marko Pantelić
- Aleksandar Katai
- Marko Šćepović

Španjolska
- Albert Riera
- Raúl Bravo

Švedska
- Pär Zetterberg
- Olof Mellberg

Ukrajina
- Oleg Protasov
- Genadij Litovčenko

Urugvaj
- Julio Losanta
- Jorge Walter Barrios
- Vicente Estavillio
- Milton Viera
- Gambriel Alvez

## Vanjske poveznice
- Službena stranica (grč.) (engl.)